# Валінґу
Ва́лінґу (ест. Valingu küla) — село в Естонії, у волості Сауе повіту Гар'юмаа.

## Населення
Чисельність населення на 31 грудня 2011 року становила 299 осіб.